# Convento das Descalças Reais (Valhadolide)

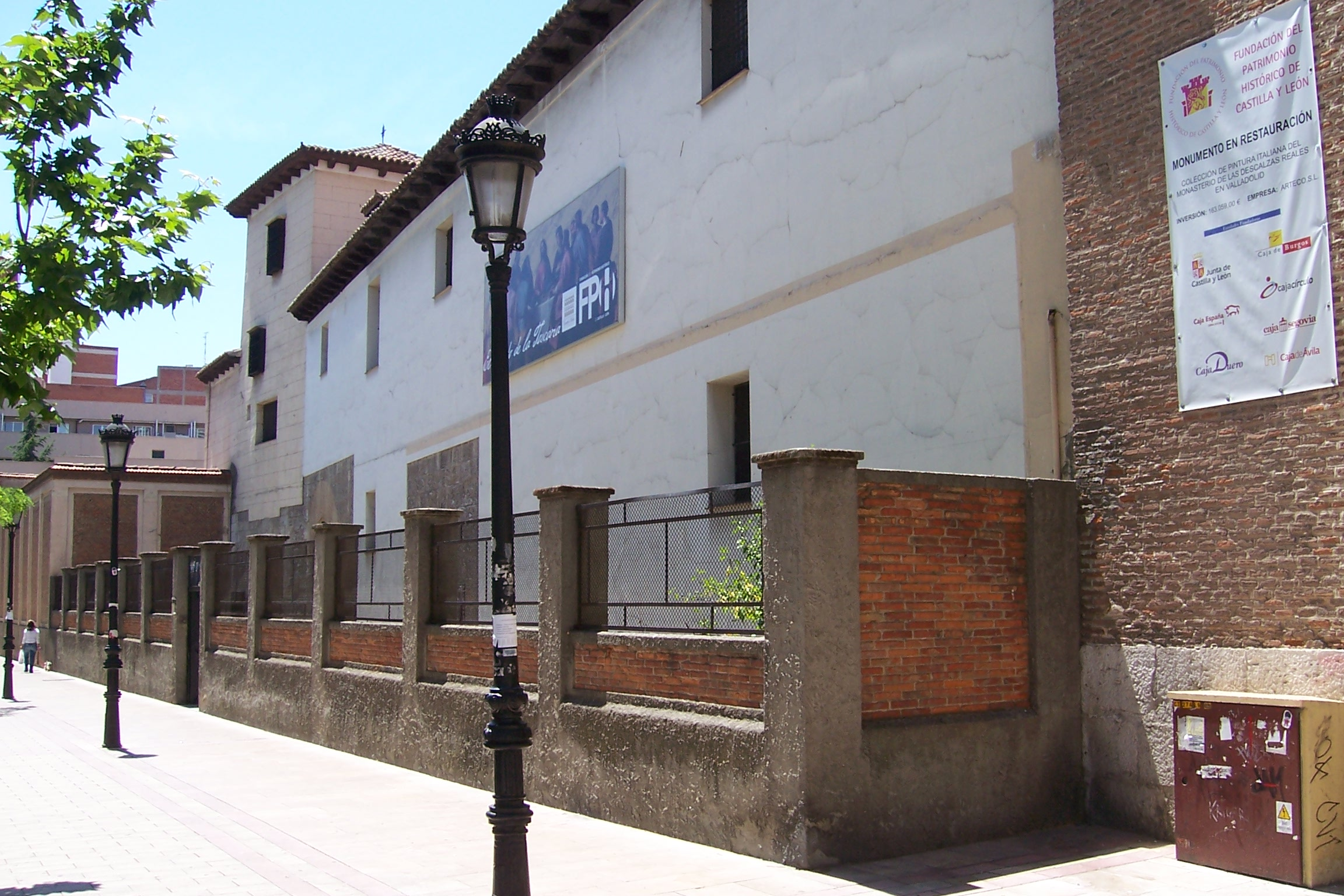
Duas das casas palacianas que foram compradas a Alonso de Argüelles para passarem a fazre parte do convento.

O Convento das Descalças Reais (em castelhano:  Convento de las Descalzas Reales) é um convento da Ordem das Clarissas situado na cidade espanhola de Valhadolide classificado como monumento nacional desde 1974.
O convento começou por ser consagrado a Nossa Senhora da Piedade, tendo sido consagrado a Nossa Senhora da Assunção por ordem real de Filipe III. Foi fundado em 1550 e está em Valhadolide desde 1552, num amplo espaço da cidade entre as ruas  Ramón y Cajal (frente à chancelaria) e as ruas San Martín e do Prado. O edifício atual é uma obra classicista do início do século XVII, com traça de Francisco de Mora. O complexo é composto desde a sua origem por uma igreja, um claustro, um pátio, dependências e horta. Em 2007 habitavam no convento treze freiras clarissas cuja subsistência se baseava numa lavandaria industrial montada no convento.

## História
A comunidade do convento pertence às clarissas da Ordem das Franciscanas Descalças de Santa Clara de Nossa Senhora da Piedade.[a] O convento foi fundado em 1550 em Villalcázar de Sirga, na província de Palência, também conhecida como Villasirga. Dois anos mais tarde a comunidade foi transferida para Valhadolide com o apoio do seu patrono e protetor, o conde de Osorno, que se encarregou de lhes proporcionar uma casa na zona da Puerta del Campo, onde se situa desde o século XVII o Parque del Campo Grande, enquanto não ocupavam o local definitivo, frente à chancelaria, onde vivia então grande parte da nobreza da cidade. Sobre esta ocorrência pode-se ler no "Livro de Monjas e Noviças":
| “ | Soror Mariana de Jesús, que foi abadessa neste convento... professou... em Santa Clara de Gandia... veio para a Rioja como fundadora e esteve naquele convento... dali veio para o de Villasirga, que era este mesmo que agora está em Valhadolide, que os condes de Osorno, que eram patronos, trouxeram e transladaram para esta cidade | ” |

Para alojar a comunidade na zona da chancelaria foi necessário comprar diversas casas nobres. Em 1552 Fadrique Osorio de Toledo e a sua esposa Inés de Pimentel, marqueses de Villafranca, compraram para o convento o palácio de Alonso de Argüello (secretário do rei), as casas do licenciado Galarza (membro do conselho real) e a do licenciado Ortiz (catedrático da universidade). Todos estes edifícios foram convertidos para uso conventual.

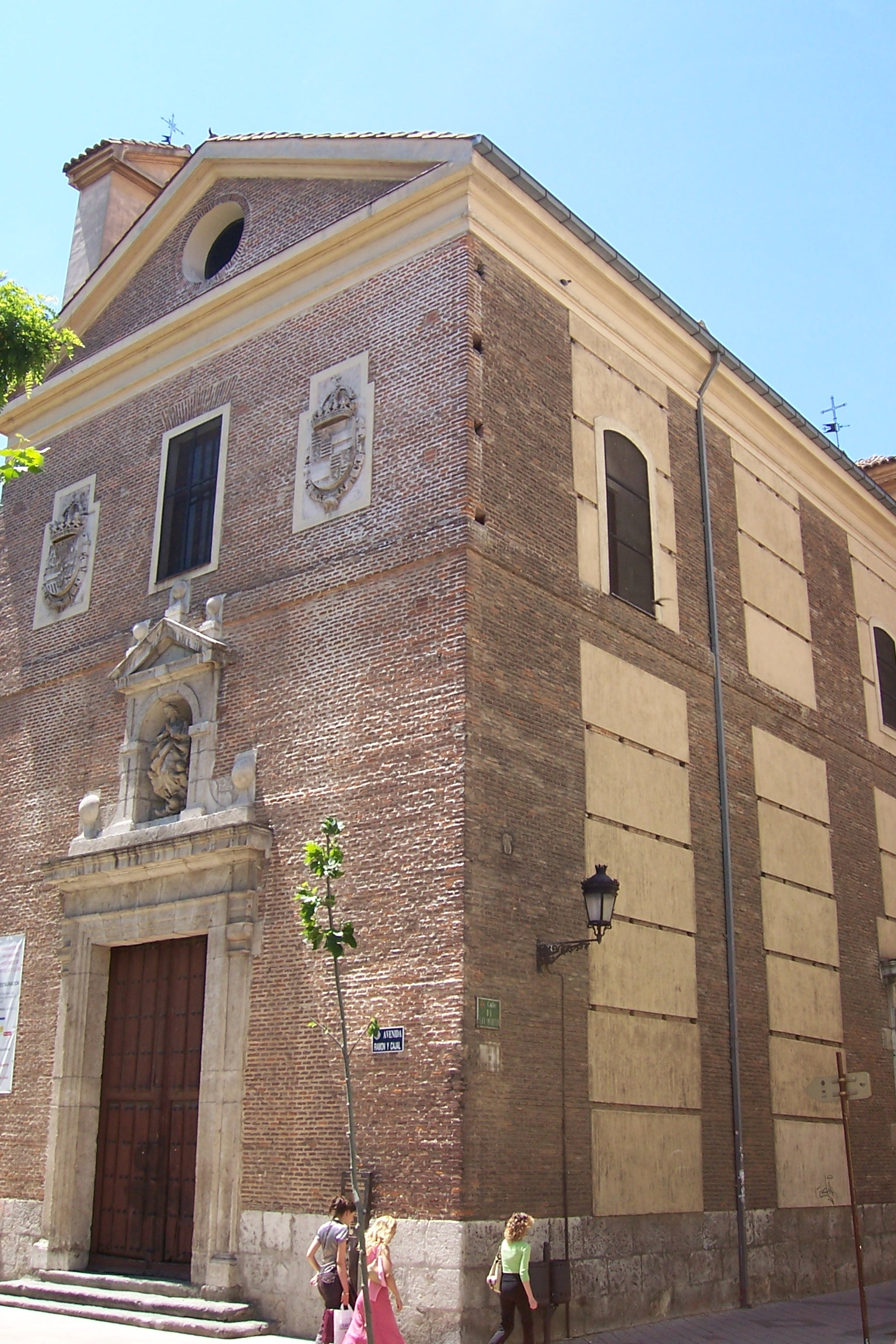
.Exterior do convento.

Em 1595 o patrocínio do convento passou para Francisco Enríquez de Almansa (cavaleiro da Ordem de Santiago e gentil-homem da Boca de Su Majestad[b] e a sua mulher Mariana de Zúñiga y Velasco. Estes comprometeram-se a construir uma igreja nova e um edifício decente como mosteiro e a entregar uma renda anual de 200 maravedis, em troca da aquisição da capela-mor para os seus túmulos e da sua família. No entanto, quando o rei Filipe III transferiu a corte para para Valhadolide, ele próprio e a mulher Margarida de Áustria se encarregaram do patrocínio da edificação do novo mosteiro e igreja cujo projeto foi entregue ao arquiteto real Francisco de Mora sob a direção de Diego de Praves, o "mestre-mor das obras de Sua Majestade em Castela a Velha".
As obras iniciaram-se durante a estadia de Filipe III na cidade, mas a escritura definitiva do patrocínio real só foi assinada em 26 de junho de 1615, quando a corte já tinha regressado a Madrid. Essa escritura estipulava uma série de normas e condições a cumprir pelas religiosas e a mudança da consagração do mosteiro de Nossa Senhora da Piedade para Nossa Senhora da Assunção:
- A comunidade estava obrigada a rezar uma missa diária pela alma da rainha Margarida, morta em 1611.
- O número das religiosas devia ser 33 e todas tinham que ingressar por ordem expressa dos reis e sem dote.
- O enterramento na igreja era proibido sem o consentimento do rei.
- A coroa comprometia-se a entregar 500 ducados por ano para a manutenção do convento.

Há notícias de Filipe III ter ordenado o financiamento de algumas reparações em 1618, Em 1657 há provas de uma ampliação que envolveu a compra no por 2 000 ducados das casas que Fernando de Rojas y Argüelles (regedor da cidade) possuía na «rua que chamam do Prado... junto ao convento das Franciscanas Descalças...».
Em 4 de abril de 1974 o convento foi decretado "Bem de Interesse Cultural".

## Arquitetura

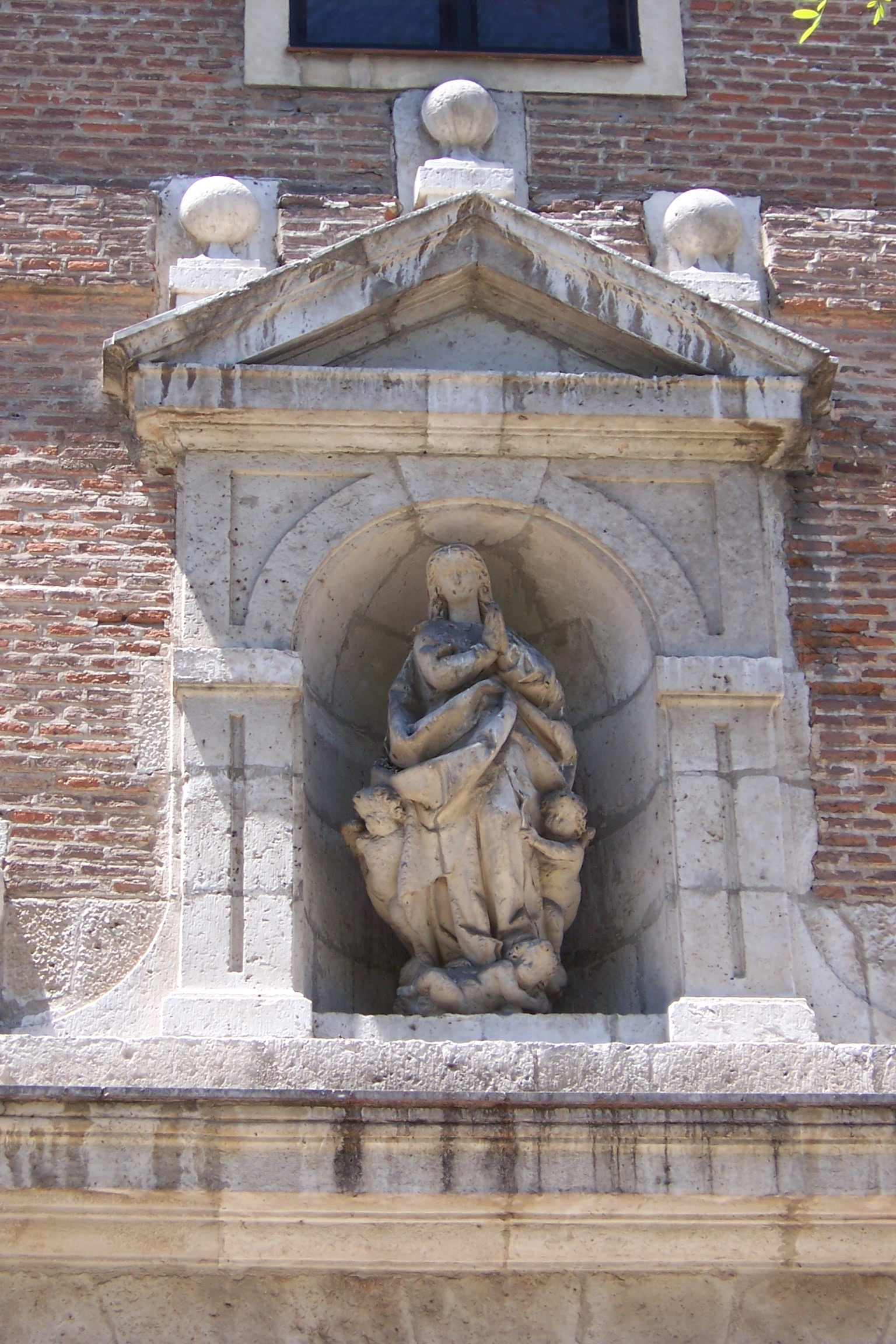
Imagem de Nossa Senhora da Assunção atribuída a Gregorio Fernández.

### O conjunto conventual
É composto dos mesmos espaços que tinha no século XVII, quando em 1657 foi terminada a ampliação da zona da horta. Do edifícios originais subsistem as duas casas palacianas que foram compradas a Alonso de Argüelles, rematadas com um torreão de esquina. Conservam as portas de arco de meio ponto, com grandes aduelas de pedra. As paredes são de alvenaria e taipa. Sendo casas particulares tinham varandas e janelas, as quais forram encerradas com transennas para uso das religiosas.
O espaço da horta faz esquina com as ruas Ramón y Cajal e do Prado e está cercado por um muro alto. A igreja, o claustro e as suas dependências permanecem como eram no tempo de Filipe III.

### A igreja
É um grande retângulo que faz esquina entre as ruas Ramón y Cajal e de San Martín. Tem duas portas, fazendo-se o acesso pela de San Martín. É composta por uma única nave com quatro troços cobertos por uma abóbada de berço com tímpanos separados por pilastras e cruzeiro com cúpula, pouco destacada que no exterior é rematada com um zimbório quadrado coberto por um telhado de quatro faces. O coro é amplo, que ocupa os dois últimos troços . A igreja foi construída em tijolo sobre uma base de pedra e de silhar.
O autor do projeto do edifício foi Francisco de Mora, que seguiu o esquema que tinha realizado na igreja de San Bartolomé en El Escorial de Abajo. A obra foi executada por Diego de Praves.

#### Exterior
O aspeto é sóbrio e harmonioso. A fachada principal tem uma porta de acesso cujo vão está rodeado por um marco de pedra com pilastras laterais com lintel. Nas esquinas observa-se uma decoração clássica com bolas barrocas. Sobre a porte abre-se um nicho em pedra, rematado por um frontão também adornado com bolas. No nicho está uma escultura em pedra da Assunção, a quem o convento é dedicado, uma obra atribuída a Gregorio Fernández.
Por cima do frontão do nicho encontra-se o último corpo da fachada com uma janela retangular no centro ladeada por escudos em pedra dos reis Filipe III e Margarida. O conjunto é rematado com uma imposta e um frontão em cujo centro se abre um "olho de boi". Sobre o telhado da esquerda ergue-se uma pequeno campanário com três sinos.

#### Interior

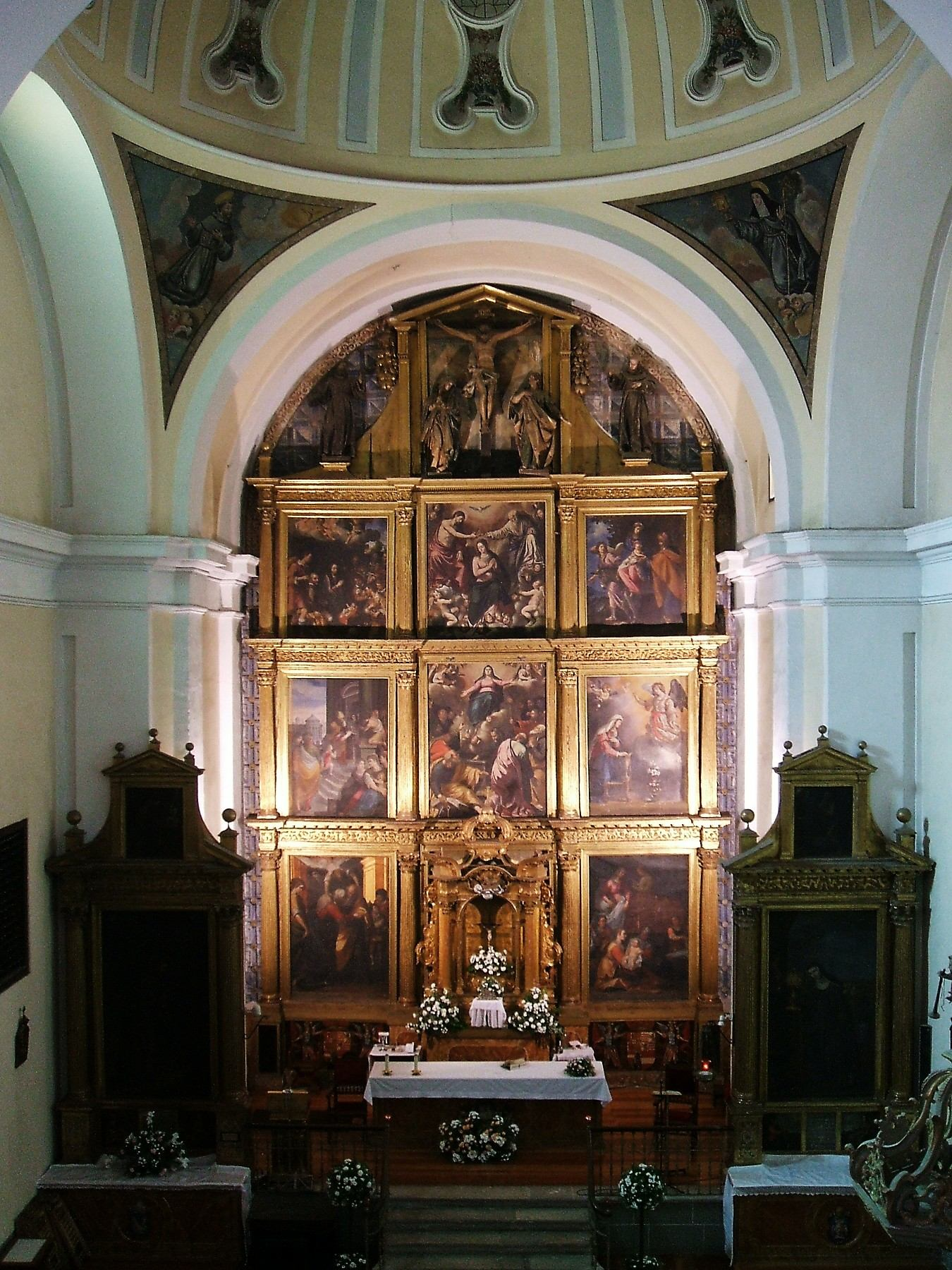
Retábulo da capela-mor da igreja do convento.

O que mais sobressai no interior da igreja é o retábulo-mor, composto por três corpos mais o ático. É uma obra do entalhado Juan de Muniátegui, do escultor Gregorio Fernández e do pintor da crote Santiago Morán.[c] Estas pinturas estão documentadas e catalogadas e sabe-se que foram entregues ao convento em 1612.
Há uma pequena história sobre elas: a rainha Margarida tinha encomendado em Itália algumas pinturas destinadas ao Convento das Descalças Reais de Madrid, mas estas chegaram tão maltratadas que em vez de as usar encarregou o seu pintor Santiago Morán de fazer cópias. Foram estas cópias que ofereceu depois ao convento de Valhadolide, o qual também estava sob a sua proteção. As esculturas do ático são de Gregorio Fernández e datam de 1614: Cruxifixo, Virgem, São João, São Francisco e outro santo franciscano.
No cruzeiro há dois retábulos gémeos do início do século XVII em que se mostram pinturas de Morán. No lado da epístola (direito), conserva-se um púlpito barroco de ferro, do século XVIII, com um tornavoz (cobertura ou dossel) de madeira.

### Claustro
A sua planta é um quadrado perfeito. Tem dois pisos, o inferior com arcos de meio ponto sobre colunas toscanas e o superior com arcos rebaixados igualmente sobre colunas toscanas. Desde a sua construção que foi previsto para ser fechado e assim se encontrava em 2007. O acabamento das paredes é de estuque branco. O pavimento ainda é o original. Dispõe de quatro entradas para o pátio desde o centro das arcadas, de onde saem caminhos de pedra até ao poço situado no centro. Este é de pedra, de forma octogonal e com uma armadura de ferro que suporta o sistema de roldanas para elevar a água.

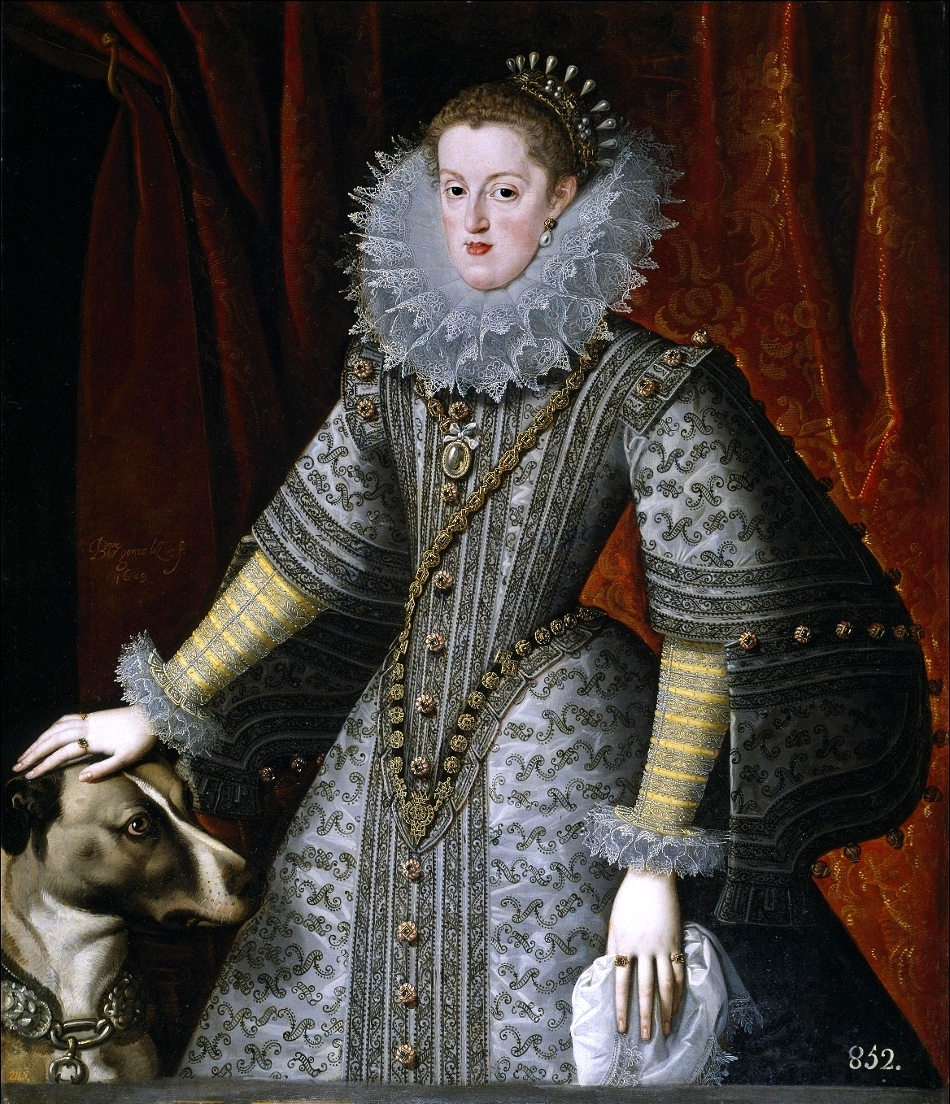
Margarida de Áustria, Rainha de Portugal e Espanha (1584-1611), mulher de Filipe III de Espanha (II de Portugal), os principais patrocinadores do convento.

Na parte sul do piso inferior encontra-se a sala chamada De Profundis, onde as religiosas entoavam o salmo «De profundis clamavit ad te Dominum…». Aí se reza e se velam os cadáveres das freiras falecidas. Dali os restos mortais são conduzidos à parte ocidental onde se encontra a descida para a cripta de enterramento da comunidade. Atualmente (2007) ainda se usa essa cripta para os funerais. As paredes da sala estão decoradas com grandes telas de temas religiosos, todos procedentes da coleção real.  Numa delas encontra-se a imagem de um cardeal que alguns consideram ser São Carlos Borromeu.
Da sala De Profundis passa-se ao refeitório, na ala ocidental, de planta retangular, coberto com uma abóbada de aresta e iluminado por três janelas. Conserva um pequeno púlpito que se utiliza para as leituras à hora das refeições. Três das paredes são rodeadas por um banco corrido de madeira, com mesas em frente, também de madeira. A comunidade continua a utilizar esta sala como refeitório. Junto à despensa há uma porta que comunica com a cozinha. O refeitório ostenta uma grande tela do século XVII representando a Última Ceia com 1,95 por 5,32 metros.

Uma escadaria na ala oriental conduz ao claustro alto, onde se encontra o ante-coro, onde há um pequeno museu com relicários, imagens de santos e outros objetos litúrgicos. Na parte de cima, junto ao teto, observam-se letreiros emoldurados que representam as horas do relógio da Paixão:
| “ | Às oito começo a tremer e dizer tristes est anima mea vsq al morte e tomei o caminho para a horta de Jetsemany. Às nove chego e rezo três vezes e os discípulos adormecerão. | ” |

O coro alto está protegido pelo usual muro-gelosia, aqui decorado com um grande tríptico semelhante a um retábulo-relicário. O trabalho de talha é de nogueira, composto por 30 cadeiras altas e 8 baixas. Está adornado com bolas e gallones barrocos do século XVII.